# 托马斯·芬利 (法官)
托马斯·阿洛伊修斯·芬利（英語：Thomas Aloysius Finlay，1922年9月17日—2017年12月3日），是一名爱尔兰法官和政治家，他出生在都柏林。
芬利于1985年至1994年担任爱尔兰首席法官。1985年至1994年，担任爱尔兰最高法院法官。1974年至1985年，担任爱尔兰高等法院院长。1971年至1985年，担任高等法院法官。他在1954年至1957年间，担任都柏林中南部选区的下院议员。
芬利于2017年12月3日在都柏林去世，享年95岁。